# Coppa COSAFA 2006
La Coppa COSAFA 2006 (2006 COSAFA Cup) fu la decima edizione della Coppa COSAFA, competizione calcistica per nazione organizzata dal Consiglio per le Associazioni Calcistiche dell'Africa del Sud (COSAFA). La competizione si svolse in forma itinerante dal 19 agosto al 21 ottobre 2006 e vide la partecipazione di quattro squadre: Angola, Botswana, Zambia e Zimbabwe.

## Formula
- Qualificazioni

Zimbabwe (come detentore del titolo) è qualificato direttamente alla fase finale. Rimangono 12 squadre per 3 posti disponibili per la fase finale.
Turno unico - 12 squadre, divise in tre gruppi da quattro squadre, giocano playoff di sola andata. Le vincenti si qualificano alla fase finale.
- Fase finale

Fase a eliminazione diretta - 8 squadre, giocano partite di sola andata. La vincente si laurea campione COSAFA.

## Squadre partecipanti
| Pr. | Squadra  | Data di qualificazione certa | Partecipante in quanto                              | Partecipazioni precedenti al torneo                | Ultima presenza |
| --- | -------- | ---------------------------- | --------------------------------------------------- | -------------------------------------------------- | --------------- |
| 1   | Zimbabwe | -                            | Rappresentativa della nazione detentrice del titolo | 8 (1998, 1999, 2000, 2001, 2002, 2003, 2004, 2005) | 2005            |
| 2   | Angola   | 30 aprile 2006               | Vincente del gruppo A della fase di qualificazione  | 7 (1998, 1999, 2000, 2001, 2002, 2004, 2005)       | 2005            |
| 3   | Botswana | 21 maggio 2006               | Vincente del gruppo B della fase di qualificazione  | 2 (2003, 2004)                                     | 2004            |
| 4   | Zambia   | 23 luglio 2006               | Vincente del gruppo C della fase di qualificazione  | 8 (1997, 1998, 1999, 2000, 2001, 2002, 2003, 2005) | 2005            |

Nella sezione "partecipazioni precedenti al torneo", le date in grassetto indicano che la nazione ha vinto quella edizione del torneo, mentre le date in corsivo indicano la nazione ospitante.

## Fase finale

### Fase a eliminazione diretta

#### Tabellone
|  | Semifinali | Semifinali | Semifinali |        |        | Finale | Finale | Finale |  |
|  |            |            |            |        |        |        |        |        |  |
|  | Zambia     | Zambia     | 1          |        |        |        |        |        |  |
|  | Zambia     | Zambia     | 1          |        |        |        |        |        |  |
|  | Botswana   | Botswana   | 0          |        |        |        |        |        |  |
|  | Botswana   | Botswana   | 0          |        | Zambia | Zambia | 2      |        |  |
|  |            |            |            |        | Zambia | Zambia | 2      |        |  |
|  |            |            | Angola     | Angola | 0      |        |        |        |  |
|  | Zimbabwe   | Zimbabwe   | Angola     | Angola | 0      | 1      |        |        |  |
|  | Zimbabwe   | Zimbabwe   |            |        |        |        |        |        |  |
|  | Angola     | Angola     | 2          |        |        |        |        |        |  |

#### Semifinali
| Arbitro: | Mnkantjo |

|               |           |  |
| Singuluma 53’ | Marcatori |  |

| Arbitro: | Kaoma |

|              |           |                     |
| Chandida 64’ | Marcatori | 43’ Gazeta 75’ Love |

#### Finale
| Arbitro: | Raolimanana |

|                      |           |  |
| Phiri 76’ Nsofwa 89’ | Marcatori |  |